# WTA Finals 2016
Le WTA Finals 2016 (conosciute anche come BNP Paribas WTA Finals Singapore presented by SCglobal) sono state un torneo di tennis che si è giocato a Singapore dal 23 al 30 ottobre. Il torneo si è disputato al Singapore Indoor Stadium. Il Masters femminile, dotato di un montepremi di 7.000.000 dollari, ha visto in campo le migliori otto giocatrici di singolare della stagione, divise in due gironi (con la formula del round robin), e le migliori otto coppie di doppio della stagione.

## Qualificate

### Singolare
| Ranking | Giocatrice          | Punti | Tornei | Data qualificazione |
| ------- | ------------------- | ----- | ------ | ------------------- |
| 1       | Angelique Kerber    | 5 000 | 20     | 22 agosto           |
| inj     | Serena Williams     | 7 050 | 7      | 22 agosto           |
| 2       | Agnieszka Radwańska | 4 975 | 19     | 4 ottobre           |
| 3       | Simona Halep        | 4 728 | 17     | 29 settembre        |
| 4       | Karolína Plíšková   | 4 100 | 21     | 4 ottobre           |
| 5       | Garbiñe Muguruza    | 3 736 | 19     | 14 ottobre          |
| 6       | Madison Keys        | 3 637 | 15     | 16 ottobre          |
| 7       | Dominika Cibulková  | 3 625 | 21     | 16 ottobre          |
| 8       | Svetlana Kuznetsova | 3 490 | 20     | 22 ottobre          |

Il 22 agosto si qualificano Serena Williams e Angelique Kerber per il singolare.

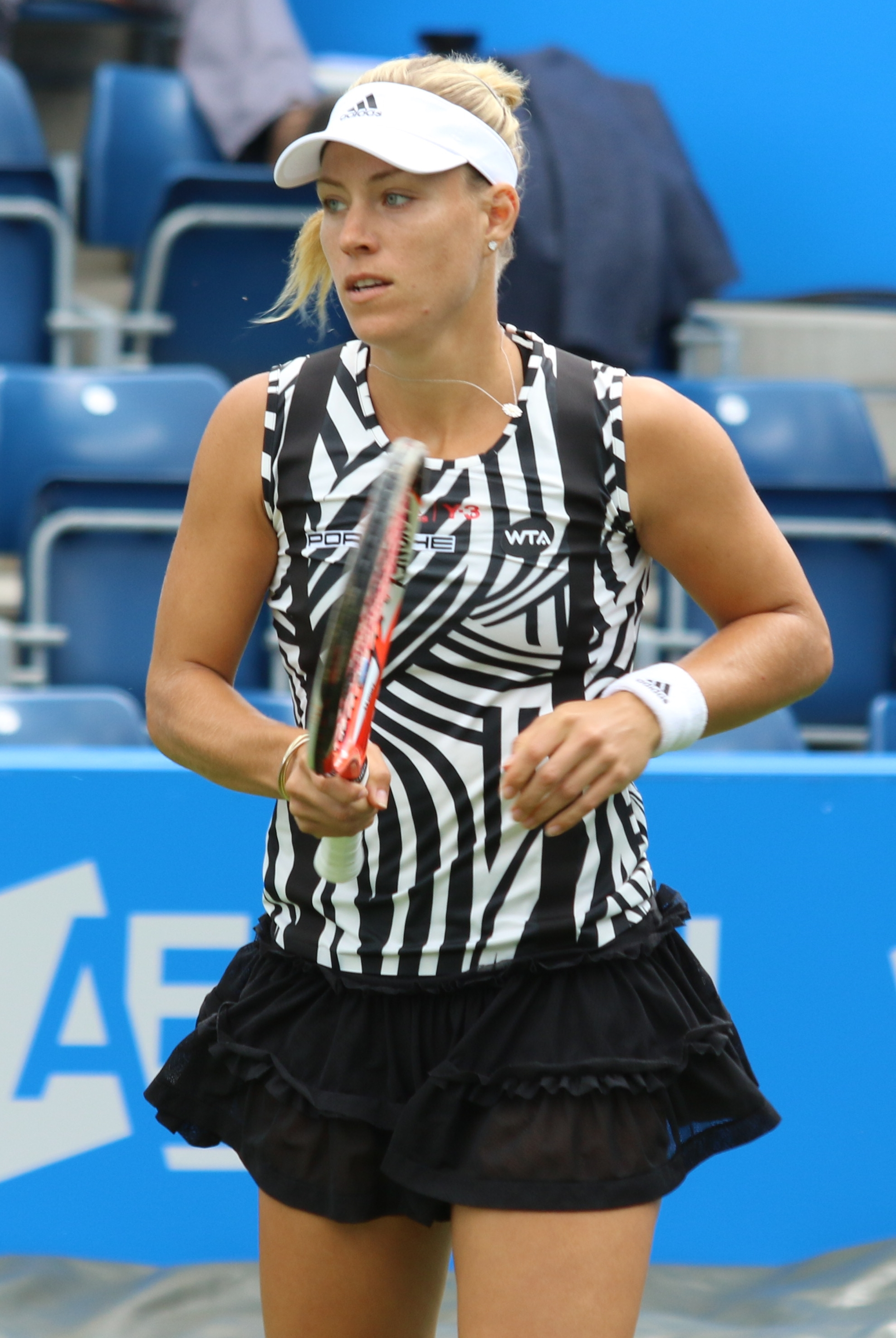
Angelique Kerber vince Australian Open e US Open, raggiunge la a Wimbledon e diventa la nuova numero del mondo.

Angelique Kerber inizia l'anno a Brisbane International raggiungendo la finale dove viene sconfitta da Victoria Azarenka. Agli Australian Open salva un match point nel primo turno contro Misaki Doi per poi raggiungere la finale senza perdere un set, dove affronta e batte per la prima volta Serena Williams per 6-4, 3-6, 6-4. Dopo la vittoria in Australia fatica a trovare la forma e subisce tre uscite ai primi turni. Riesce poi a raggiungere le semifinali a Miami, sconfitta nuovamente da Azarenka, e a Charleston, dove difendeva il titolo, costretta al ritiro contro Sloane Stephens. Difende il suo titolo a Stoccarda. Viene nuovamente sconfitta per tre volte al primo turno: a Madrid da Barbora Strýcová, a Roma da Eugenie Bouchard e al Roland Garros da Kiki Bertens. Raggiunge i quarti di finale al torneo di Birmingham, sconfitta dalla spagnola Carla Suárez Navarro. A Wimbledon raggiunge inaspettatamente la finale senza perdere set, battendo tra le altre Venus Williams in semifinale, prima di uscire sconfitta da Serena Williams in finale per 7–5, 6–3. Partecipa poi al torneo di Båstad dove si ritira al secondo turno. Si spinge fino alla semifinale a Montreal fermata da Halep. Alle olimpiadi di Rio conquista la medaglia d'argento. La settimana successiva si presenta a Cincinnati con la possibilità di diventare numero uno del mondo in caso di vittoria del titolo, riesce a raggiungere la finale ma viene sconfitta da Karolína Plíšková. Agli US Open si presenta da testa di serie numero due, nuovamente con la possibilità di diventare numero uno del mondo in caso di vittoria del torneo o di un'uscita allo stesso turno di Serena. Riesce nell'impresa raggiungendo la semifinale con la concomitante sconfitta della Williams per mano della Plíšková; corona questo traguardo conquistando il secondo titolo dello slam il giorno seguente. Fatica a ritrovare la forma nei mesi successivi subendo la prima sconfitta da numero uno del mondo per mano di Petra Kvitová a Wuhan; la settimana seguente viene sconfitta al terzo turno a Pechino da Elina Svitolina e nel torneo di Hong Kong, dove difendeva la finale, viene sconfitta da Daria Gavrilova. Raggiunge quindi Singapore con un bottino di cinque vittorie e tre sconfitte da quando è diventata numero uno del mondo.

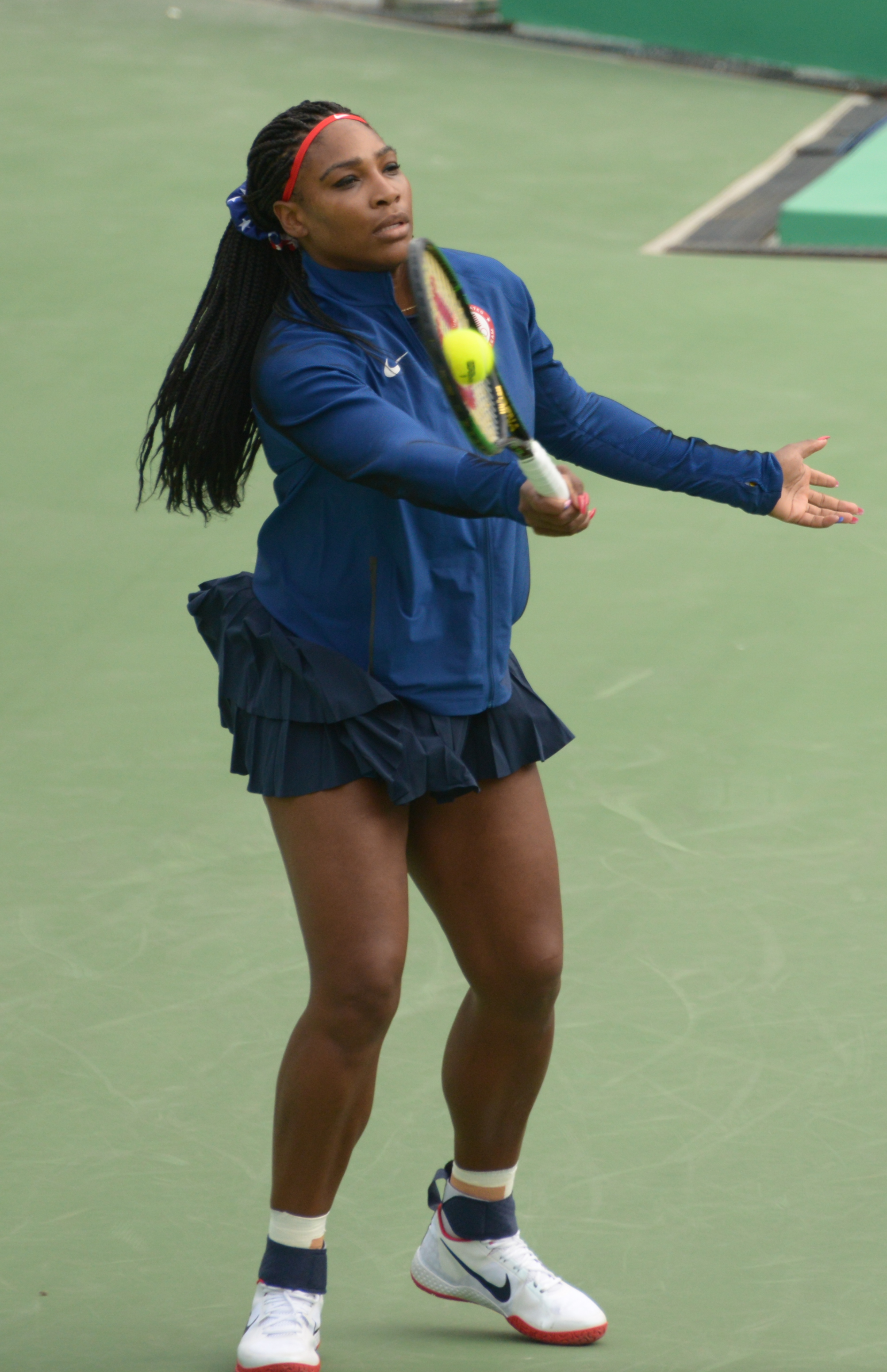
Serena Williams ha vinto il suo ventiduesimo Slam a Wimbledon e ha raggiunto altre due finali slam

Serena Williams partecipa solamente a sette tornei durante la stagione. Inizia raggiungendo la finale agli Australian Open, persa contro Angelique Kerber. Torna in campo per i tornei di Indian Wells e Miami, dove raggiunge la finale sconfitta da Azarenka e il quarto turno, sconfitta da Svetlana Kuznetsova. Salta il torneo di Madrid e si presenta agli Internazionali BNL d'Italia, dove sconfigge la connazionale Madison Keys in finale, conquistando il primo titolo della stagione. Raggiunge la seconda finale consecutiva in uno Slam al Roland Garros e viene nuovamente sconfitta nell'atto finale da Garbiñe Muguruza. Si rifà a Wimbledon, dove riesce a conquistare il suo 22º slam eguagliando il record di Steffi Graf. A causa di un infortunio salta il torneo di Montréal e si presenta alle Olimpiadi di Rio dove viene a sorpresa sconfitta al terzo turno da Elina Svitolina. Accetta quindi una wildcard per il torneo di Cincinnati dove difendeva il titolo e lo scettro di numero uno del mondo, ma è costretta a ritirarsi a causa di un infortunio alla schiena. Si presenta agli US Open non del tutto in forma per difendere la vetta del ranking, ma viene fermata come l'anno precedente in semifinale, questa volta da Pliskova, perdendo così la prima posizione del ranking. Il 17 ottobre annuncia il suo ritiro dal torneo a causa dell'infortunio che ne ha condizionato la stagione costringendola a saltare anche tutti i tornei asiatici.
Il 29 settembre Simona Halep diventa la terza giocatrice a qualificarsi.

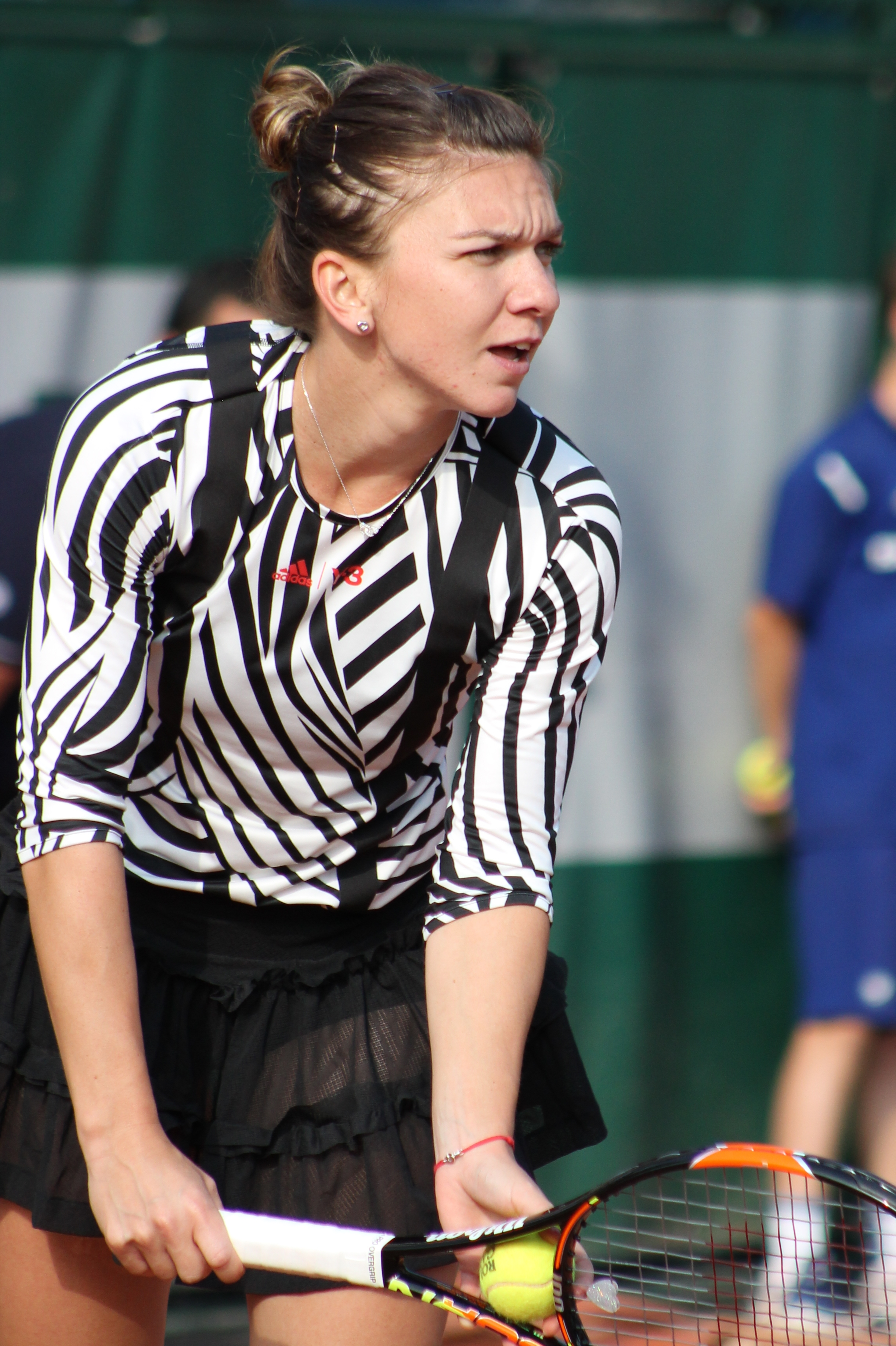
Simona Halep vince i tornei di Madrid, Bucharest e Montreal e si qualifica per il terzo anno consecutivo

Simona Halep inizia la stagione con il ritiro prima dell'inizio del torneo di Brisbane. Recupera e partecipa al successivo Apia International Sydney, dove raggiunge la semifinale, sconfitta in tre set da Svetlana Kuznetsova. Agli Australian Open viene sconfitta a sorpresa al primo turno dalla cinese Zhang Shuai, alla sua prima vittoria in un major. Attribuisce la prematura sconfitta a dei problemi di respirazione e annuncia la sua intenzione di sottoporsi ad un intervento, nonostante ciò prende parte alla Fed Cup vincendo uno dei suoi due incontri di singolare contro Petra Kvitová. Partecipa inoltre al torneo di Dubai dove difendeva il titolo, ma viene sorpresa al secondo turno da Ana Ivanović ed al torneo di Doha dove viene battuta all'esordio da Elena Vesnina in tre set. Raggiunge a marzo due quarti di finale a Indian Wells, dove difendeva il titolo battuta da Serena, e a Miami, sconfitta da Timea Bacsinszky. Al torneo di Stoccarda esce di scena all'esordio per mano della futura finalista Laura Siegemund. Nonostante i problemi della stagione riesce a conquistare il secondo Premier Mandatory della carriera al Mutua Madrid Opene superando in finale Dominika Cibulková. Agli Internazionali BNL d'Italia viene sorpresa nuovamente all'esordio da Dar'ja Gavrilova. Riesce a raggiungere gli ottavi al Roland Garros dove viene sconfitta dalla finalista 2010 Samantha Stosur. Si ritira per un problema al tendine d'Achille dall'AEGON Classic 2016 e arriva a Wimbledon senza avere giocato nessun torneo sull'erba raggiungendo comunque i quarti di finale, battuta da Kerber. A luglio annuncia la decisione tramite l'account Facebook di saltare le Olimpiadi a causa della paura del virus Zika. Dopo la sconfitta sull'erba Simona vince tredici match di fila trionfando sia al torneo di Bucharest che alla Roger Cup fino alla sconfitta in semifinale al torneo di Cincinnati ad opera della Kerber. Raggiunge i quarti di finale agli US Open, sconfitta dalla Williams. Gli ultimi due tornei prima di Singapore sono il Dongfeng Motor Wuhan Open dove raggiunge la semifinale sconfitta da Petra Kvitová e il torneo di Pechino, dove viene sconfitta al terzo turno nuovamente da Zhang Shuai.
Il 4 ottobre si qualificano Agnieszka Radwańska e Karolína Plíšková.

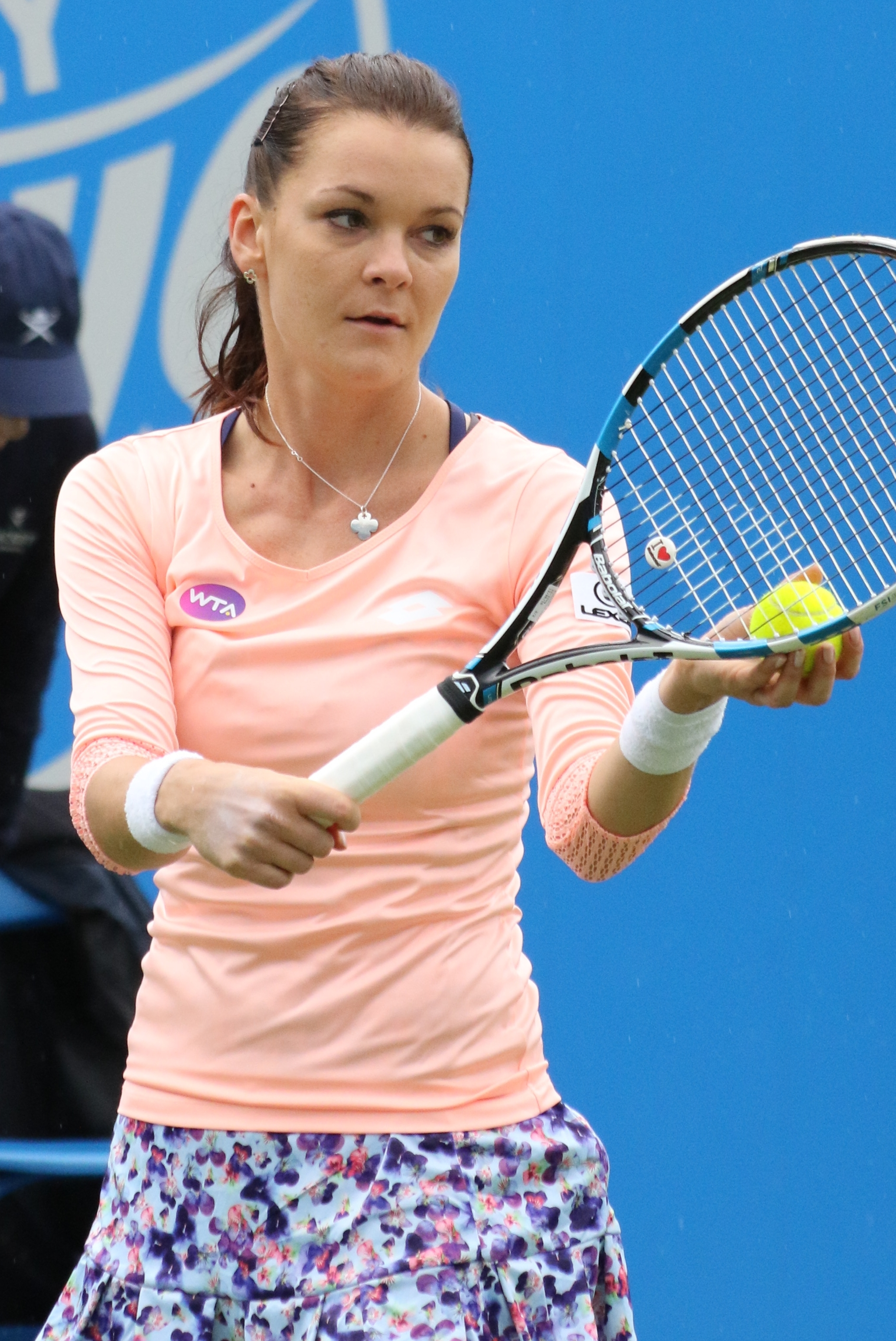
Agnieszka Radwańska vince tre titoli durante la stagione incluso il Mandatory di Pechino qualificandosi per il sesto anno consecutivo

Agnieszka Radwańska inizia la stagione vincendo il torneo di Shenzhen senza perdere un set. La settimana seguente si ritira dal torneo di Sydney per un problema alla gamba. Agli Australian Open raggiunge la semifinale dove viene sconfitta da Serena Williams. Al toreo di Doha viene sconfitta da Carla Suárez Navarro in semifinale. Stesso risultato che raggiunge anche ad Indian Wells battuta sempre dalla Williams. La settimana successiva viene fermata agli ottavi da Timea Bacsinszky al Miami Open. Si ritira poi dal torneo di Katowice. Partecipa al torneo di Stoccarda, sconfitta in semifinale da Laura Siegemund. Al torneo di Madrid viene vattuta al primo turno da una rientrante Dominika Cibulková. Salta per scelta gli Internazionali di Roma. Partecipa poi al Roland Garros, dove viene battuta agli ottavi di finale a sorpresa da Tsvetana Pironkova. In preparazione a Wimbledon partecipa all'AEGON Classic, dove viene sconfitta al primo turno da Coco Vandeweghe e all'AEGON International, sconfitta nei quarti di finale nuovamente da Cibulková. Al Torneo di Wimbledon viene sconfitta per la terza volta da Cibulková, questa volta agli ottavi di finale. Partecipa poi alla Roger Cup, dove viene sconfitta al terzo turno da Anastasija Pavljučenkova. Alle Olimpiadi esce di scena al primo turno battuta da Zheng Saisai. Nel torneo di Cincinnati viene battuto da Simona Halep; la settimana seguente vince il Connecticut Open superando in finale Elina Svitolina. Agli US Open subisce un'altra sconfitta prematura negli ottavi di finale ad opera di Ana Konjuh. Prova a difendere il titolo conquistato l'anno precedente a Tokyo, perdendo in semifinale contro Caroline Wozniacki. Prende poi parte al Dongfeng Motor Wuhan Open, dove esce di scena nei quarti di finale sconfitta da Svetlana Kuznetsova. La settimana successiva vince per la seconda volta in carriera il torneo di Pechino battendo Johanna Konta in finale. L'ultimo torneo prima delle Finals è quello di Tianjin, dove si ritira prima del suo incontro dei quarti di finale con Peng Shuai.

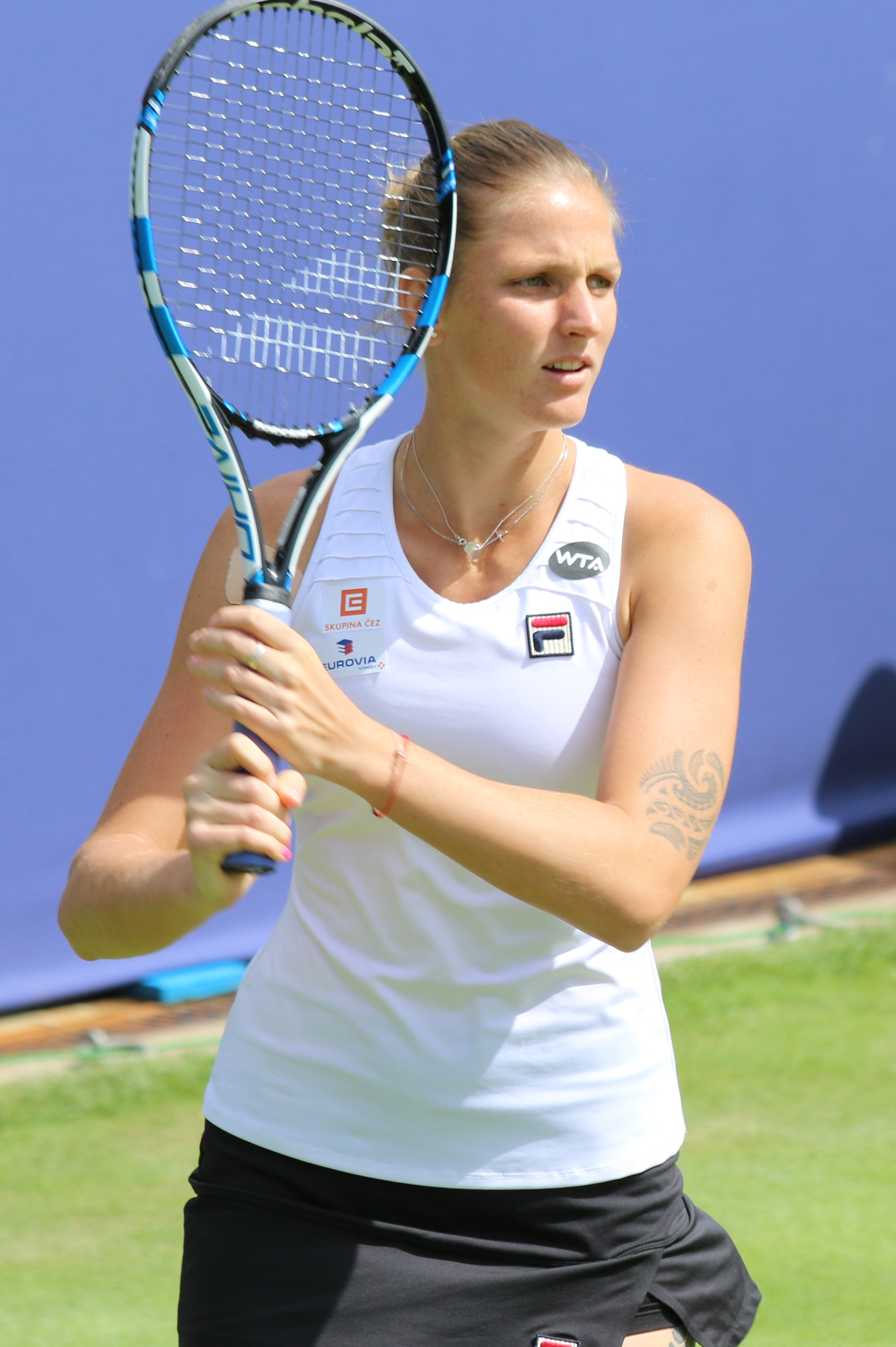
Karolína Plíšková raggiunge la sua prima finale in uno slam e si qualifica per la prima volta al torneo di fine anno

Karolína Plíšková inizia la stagione all'Apia International Sydney, dove raggiunge i quarti di finale battuta da Simona Halep. Agli Australian Open viene battuta al terzo turno da Ekaterina Makarova. La settimana seguente partecipa all'incontro di Fed Cup vincendo entrambi i suoi incontri di singolare contro Halep e Niculescu. Viene sconfitta all'esordio nel torneo di Dubai e Doha rispettivamente da Coco Vandeweghe e Margarita Gasparjan. A Indian Wells viene battuta in semifinale da Viktoryja Azaranka, mentre al Miami Open viene sorpresa all'esordio da Tímea Babos. Partecipa alle semifinali di Fed Cup, perdendo il primo incontro con Viktorija Golubic ma superando in quello successivo Timea Bacsinszky. Viene fermata da Agnieszka Radwańska nei quarti di finale del torneo di Stoccarda. Tenta di difendere il titolo conquistato l'anno precedente di Praga ma viene fermata in semifinale dalla connazionale Lucie Šafářová. Perde poi a sorpresa contro Christina McHale al secondo turno del torneo di Madrid, contro Daria Kasatkina all'esordio negli Internazionali BNL d'Italia e contro Shelby Rogers al primo turno degli Open di Francia. Inizia quindi la preparazione sull'erba conquistando il torneo di Nottingham battendo in due set Alison Riske nella finale; la settimana seguente viene sconfitta al primo turno dell'AEGON Classic da Barbora Strýcová e raggiunge poi la finale dell'AEGON International, battuta da Dominika Cibulková. Al Torneo di Wimbledon viene sconfitta al secondo turno da Misaki Doi. Partecipa poi alla Rogers Cup dove viene eliminata al terzo turno dalla futura vincitrice Simona Halep. Annuncia la sua rinuncia alle Olimpiadi a causa del virus Zika. La decisione risulta corretta poiché la settimana successiva conquista il titolo a Cincinnati impedendo a Kerber di diventare numero uno del mondo. La settimana successiva si ritira dal Connecticut Open. Agli US Open supera per la prima volta la prima settimana in uno slam e si spinge fino alla finale dove viene sconfitta dalla Kerber, battendo nel tragitto Venus e Serena Williams. Partecipa al torneo di Tokyo, ma viene eliminata a sorpresa all'esordio dalla qualificata Aljaksandra Sasnovič. A Wuhan viene eliminata al terzo turno da Dominika Cibulková. Ai China Open viene fermata al terzo turno da Johanna Konta.
Il 14 ottobre è Garbiñe Muguruza a qualificarsi per le Finals.

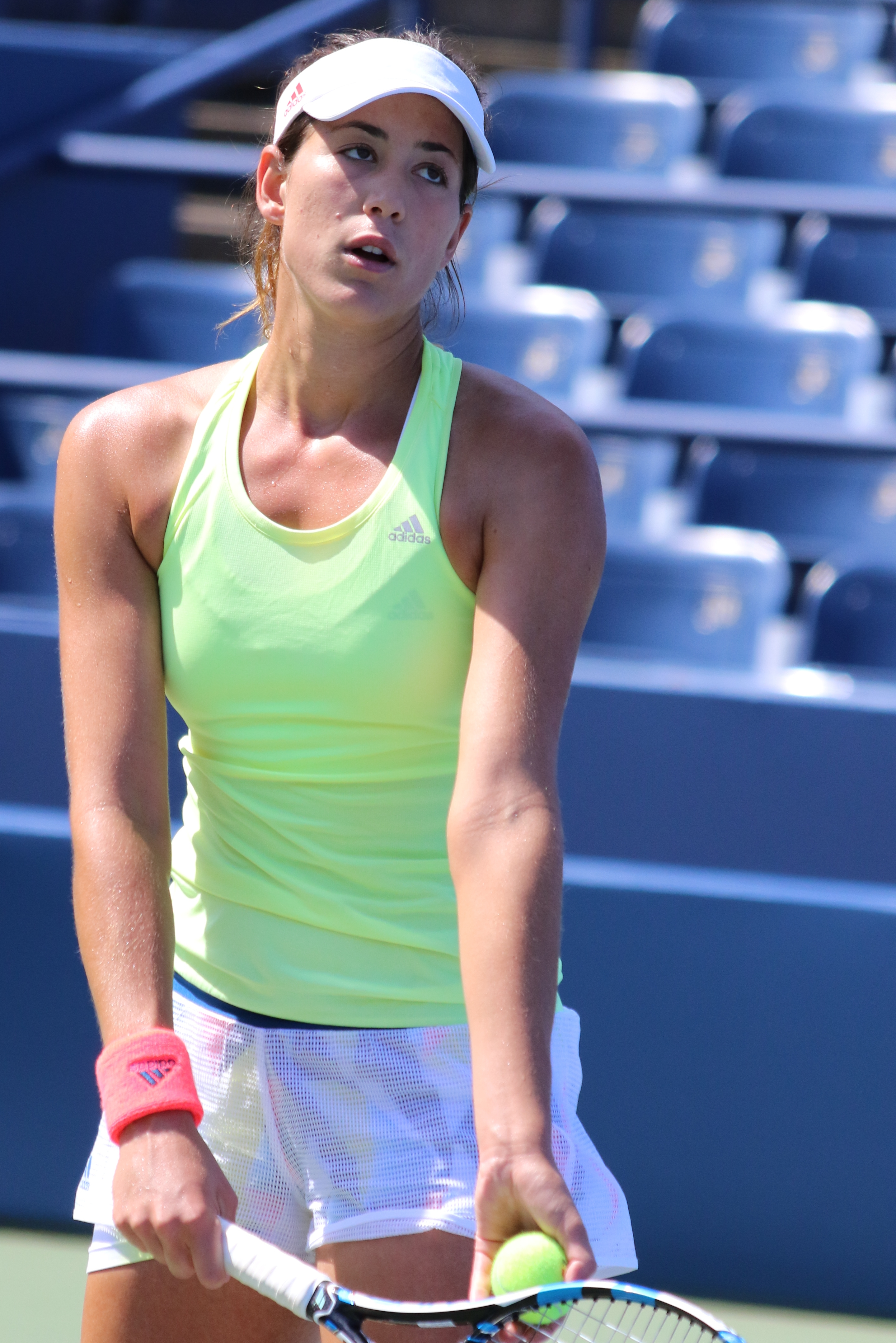
Garbiñe Muguruza vince il Roland Garros qualificandosi per il secondo anno consecutivo

Garbiñe Muguruza inizia la stagione con un ritiro a Brisbane durante il suo incontro d'esordio con Varvara Lepchenko. Agli Australian Open viene fermata da Barbora Strýcová al terzo turno. La settimana seguente viene convocata in Fed Cup dove conquista i punti decisivi alla vittoria contro la Serbia battendo nei suoi incontri di singolare Ivana Jorović e Jelena Janković. Nel torneo di Dubai viene sconfitta al primo turno da Elina Svitolina, mentre a Doha si ferma ai quarti di finale per mano di Andrea Petković. Fallisce all'esordio ad Indian Wells per mano di Christina McHale e non va oltre il quarto turno a Miami, sconfitta dalla futura campionessa Viktoryja Azaranka. Prende parte ai playoff di Fed Cup vincendo entrambi i suoi incontri in singolare contro Francesca Schiavone e Roberta Vinci. Raggiunge i quarti di finale a Stoccarda dove viene sconfitta da Petra Kvitová. A Madrid viene sconfitta al secondo turno da Irina-Camelia Begu. Raggiunge la sua prima semifinale a Roma, sconfitta da Madison Keys. Al Roland Garros raggiunge la seconda finale di uno slam, battendo durante il torneo la campionessa 2009 Svetlana Kuznecova e la finalista del 2010 Samantha Stosur; nell'atto finale supera Serena Williams conquistando il suo primo major in carriera. Viene sconfitta al primo turno a Maiorca da Kirsten Flipkens e al secondo turno di Wimbledon da Jana Čepelová. Si ritira dal torneo di Montreal. Alle olimpiadi viene sconfitta dalla futura medaglia d'oro Mónica Puig al terzo turno. Raggiunge la semifinale del Western & Southern Open sconfitta da Karolína Plíšková. Allo US Open viene superata al secondo turno da Anastasija Sevastova. Si presenta al torneo di Tokyo da testa di serie numero uno e raggiunge i quarti di finale, superata da Svitolina. Subisce un'altra sconfitta all'esordio a Wuhan dove difendeva la finale dell'anno precedente sconfitta da Jelena Janković. A Pechino, dove difendeva il titolo, viene superata da Petra Kvitová. La settimana seguente si ritira durante il suo incontro dei quarti di finale contro Viktorija Golubic ai Generali Ladies Linz.
Il 16 ottobre Madison Keys e Dominika Cibulková completano il quadro delle qualificate.

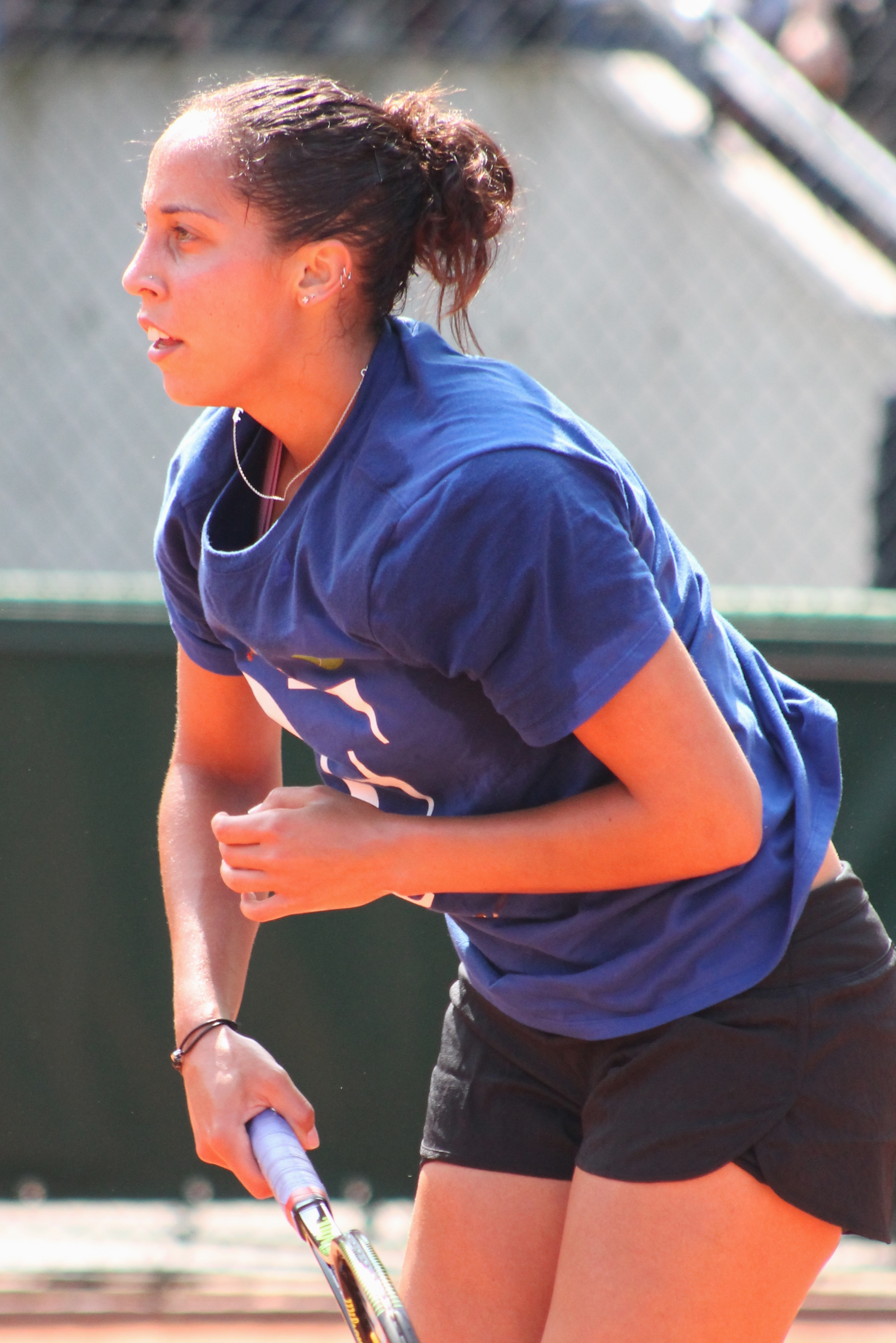
Madison Keys raggiunge due finali Premier 5 e conquista un titolo Premier qualificandosi per la prima volta

Madison Keys inizia la stagione agli Australian Open, dove viene sconfitta agli ottavi di finale dalla sorpresa del torneo Zhang Shuai. Sul cemento americano viene sconfitta al secondo turno da Nicole Gibbs a Indian Wells e nei quarti di finale di Miami da Angelique Kerber. Fallisce all'esordio del Volvo Car Open contro Laura Siegemund, prima di partecipare ai playoff di Fed Cup battendo nel primo incontro di singolare Daria Gavrilova. Viene sconfitta al terzo turno del torneo di Madrid dalla qualificata Patricia Maria Tig. La settimana successiva raggiunge la sua prima finale in un torneo Premier 5 a Roma dove si arrende alla sola Serena Williams. Al Roland Garros viene battuta agli ottavi di finale da Kiki Bertens. Inizia la stagione sull'erba all'AEGON Classic, dove conquista il titolo battendo in finale Barbora Strýcová. Con questo risulta entra per la prima volta nelle prime dieci giocatrici del mondo. Si ritira la settimana seguente dal torneo di Eastbourne. A Wimbledon raggiunge gli ottavi di finale dove viene sconfitta da Simona Halep. Raggiunge la terza finale della stagione alla Rogers Cup, dove viene superata nuovamente da Halep, battendo tra le altre Venus Williams. Si classifica quarta alle olimpiadi di Rio arrendendosi prima a Angelique Kerber e poi a Petra Kvitová. Si ritira prima dell'inizio del torneo dal Connecticut Open. Agli US Open viene sconfitta agli ottavi da una rientrante Caroline Wozniacki. Nello swing asiatico viene sconfitta all'esordio del torneo di Tokyo da Julija Putinceva; riesce a raggiungere i quarti di finale a Wuhan, battuta dalla sola Simona Halep, e la semifinale a Pechino, battuta da Johanna Konta. Si qualifica la settimana seguente raggiungendo la semifinale dei Generali Ladies Linz.

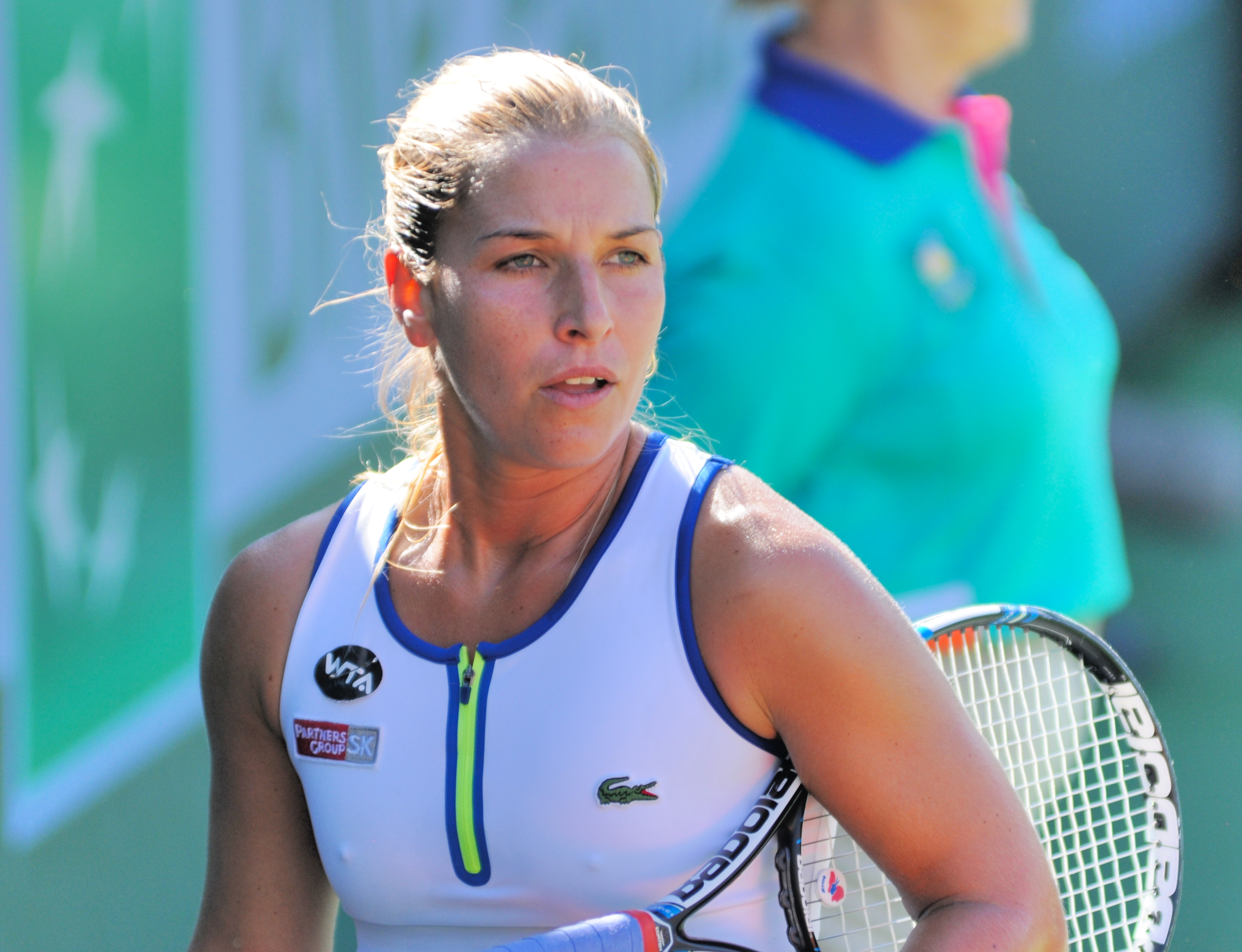
Dominika Cibulkova raggiunge sei finali conquistando tre titoli e qualificandosi per la prima volta

Dominika Cibulkova continua il suo rientro dall'infortunio dell'anno precedente. A Brisbane viene sconfitta al secondo turno da Roberta Vinci. Raggiunge le semifinali del torneo di Hobart battuta da Eugenie Bouchard. Agli Australian Open perde all'esordio contro Kristina Mladenovic. La settimana successiva, convocata per la Fed Cup, batte Kimberly Birrell conquistando il momentaneo pareggio per la Slovacchia. Partecipa al torneo di San Pietroburgo dove viene fermata nei quarti di finale da Dar'ja Kasatkina. A metà febbraio partecipa all'Abierto Mexicano Telcel dove raggiunge la sua prima finale dell'anno perdendo da Sloane Stephens; la settimana successiva reduce dalle fatiche precedenti si fa sorprendere da Anett Kontaveit al primo turno di Monterrey. Esce di scena al secondo turno di Indian Wells e Miami battuta da Agnieszka Radwańska e Garbiñe Muguruza. Conquista il torneo di Katowice battendo in finale Camila Giorgi. Partecipa ai playoff del World Group II di Fed Cup vincendo entrambi i suoi incontri di singolare con Françoise Abanda e Aleksandra Wozniak. Viene quindi sconfitta all'esordio del torneo di Praga da Barbora Krejčíková. Raggiunge la prima finale in un Premier Mandatory al Mutua Madrid Open battuta in due set da Simona Halep. Agli Open di Francia non supera la prima settimana fermata al terzo turno da Carla Suárez Navarro. Inizia la stagione sull'erba a Eastbourne superando in finale Karolína Plíšková. A Wimbledon batte al quarto turno Agnieszka Radwańska prima di essere sconfitta al turno successivo da Elena Vesnina. Rientra nella top 10 raggiungendo la semifinale a Stanford, fermata da Johanna Konta. Al torneo di Montreal viene sconfitta al secondo turno da Bouchard. Si ritira dalle Olimpiadi per un infortunio. A Cincinnati viene eliminata da Tímea Babos al terzo turno. Agli US Open non supera la prima settimana, battuta al terzo turno da Lesja Curenko. Subisce un'altra uscita prematura al Toray Pan Pacific Open per mano della futura finalista Naomi Ōsaka. Si avvicina alla qualificazione raggiungendo la finale del Dongfeng Motor Wuhan Open, dove viene sconfitta da Petra Kvitová; viene poi sconfitta al secondo turno del China Open da Alizé Cornet. Conquista la qualificazione alle Finals vincendo il torneo di Linz superando in finale Viktorija Golubic.
Il 17 ottobre Serena annuncia il suo ritiro, lasciano aperto un altro posto che viene conquistato da Svetlana Kuznetsova il 22 ottobre.

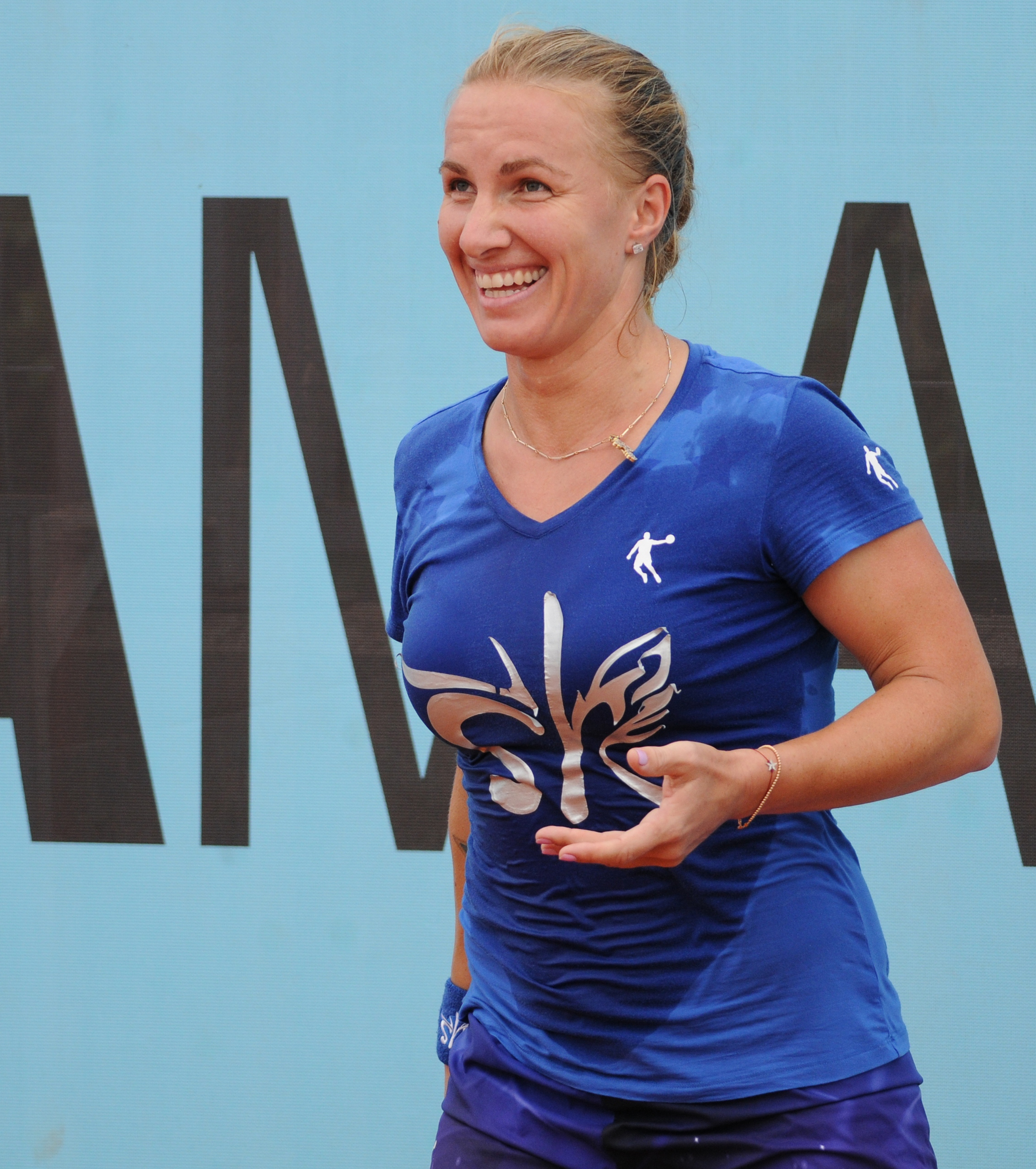
Svetlana Kuznetsova conquista due titoli su tre finali e si qualifica per la prima volta dal 2009

Svetlana Kuznetsova inizia la stagione con una sconfitta al secondo turno del torneo di Auckland a opera di Tamira Paszek. La settimana successiva conquista il torneo di Sydney superando in finale Mónica Puig. Agli Australian Open viene battuta al secondo turno da Kateryna Bondarenko. La settimana successiva rappresenta la Russia nei quarti di finale di Fed Cup perdendo entrambi i suoi incontri di singolare, battuta da Richèl Hogenkamp e Kiki Bertens. Fallisce all'esordio del torneo di Dubai sconfitta da Julia Görges, al secondo turno del Qatar Total Open battuta dalla futura finalista Jeļena Ostapenko e all'esordio nel torneo di Indian Wells sconfitta da Coco Vandeweghe. La svolta arriva a Miami, dove batte agli ottavi Serena Williams e raggiunge la finale, battuta da Viktoryja Azaranka. Raggiunge la semifinale al torneo di Praga, ma si ritira a causa di un infortunio. A Madrid viene sconfitta al primo turno da Laura Siegemund; raggiunge poi i quarti di finale agli Internazionali BNL d'Italia dove viene sconfitta da Serena Williams. Raggiunge gli ottavi del Roland Garros battuta dalla futura vincitrice Garbiñe Muguruza. Inizia la stagione sull'erba con una sconfitta prematura al primo turno del torneo di Eastbourne. Raggiunge gli ottavi anche a Wimbledon, dove viene nuovamente sconfitta da Serena. Raggiunge poi i quarti di finale alla Rogers Cup, sorpresa da Simona Halep. Raggiunge il terzo turno alle Olimpiadi venendo sconfitta da Johanna Konta. La settimana successiva raggiunge i quarti di finale a Cincinnati superata da Karolína Plíšková e si ritira prima dell'inizio del torneo dal Connecticut Open. Agli US Open viene superata al secondo turno con un doppio 6-4 da Caroline Wozniacki. Raggiunge la semifinale a Wuhan arrendendosi a Dominika Cibulková. Raggiunge poi il terzo turno a Pechino sconfitta da Madison Keys e la semifinale al torneo di Tianjin persa da Alison Riske. Riceve una wildcard per il torneo di Mosca e riesce a qualificarsi per le Finals nell'ultimo giorno disponibile vincendo il torneo in finale su Daria Gavrilova.

### Doppio
| Ranking | Giocatrici                           | Punti | Tornei | Data qualificazione |
| ------- | ------------------------------------ | ----- | ------ | ------------------- |
| 1       | Caroline Garcia Kristina Mladenovic  | 7 360 | 16     | 6 settembre         |
| 2       | Martina Hingis Sania Mirza           | 6 315 | 14     | 21 giugno           |
| 3       | Bethanie Mattek-Sands Lucie Šafářová | 5 226 | 7      | 1º ottobre          |
| 4       | Ekaterina Makarova Elena Vesnina     | 4 495 | 7      | 13 settembre        |
| 5       | Tímea Babos Yaroslava Shvedova       | 3 975 | 12     | 5 ottobre           |
| 6       | Chan Hao-ching Chan Yung-jan         | 3 845 | 18     | 5 ottobre           |
| 7       | Andrea Hlaváčková Lucie Hradecká     | 3 775 | 16     | 5 ottobre           |
| 8       | Julia Görges Karolína Plíšková       | 3 485 | 11     | 5 ottobre           |

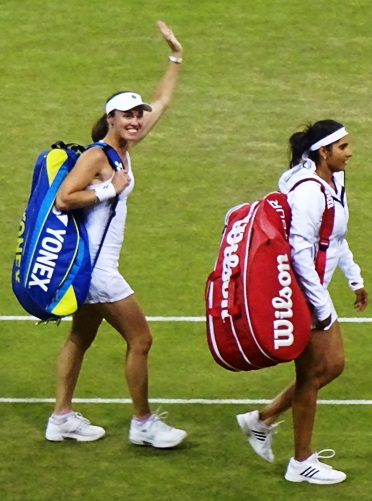
Hingis e Mirza si qualificano insieme per il secondo anno consecutivo

Il 21 giugno Martina Hingis e Sania Mirza sono le prime giocatrici in assoluto a qualificarsi per il torneo.
Martina Hingis e Sania Mirza iniziano l'anno continuando la striscia positiva dell'anno precedente iniziata agli US Open vincendo i tornei di Brisbane, Sydney, Melbourne e San Pietroburgo prima di arrendersi nei quarti di finale del Qatar Total Open alle russe Dar'ja Kasatkina e Elena Vesnina, fermandosi così a quota 41 vittorie consecutive. A Indian Wells e Miami vengono sconfitte al secondo turno rispettivamente da Vania King e Alla Kudrjavceva e da Margarita Gasparjan e Monica Niculescu. Nei successivi due tornei di Stoccarda e Madrid vengono sconfitte in finale dalle francesi Caroline Garcia e Kristina Mladenovic. A Roma conquistano il loro primo titolo sulla terra a discapito delle russe Ekaterina Makarova ed Elena Vesnina. Si presentano quindi al Roland Garros, unico slam mancante alla coppia, ma non riescono ad andare oltre il terzo turno, battute da Barbora Krejčíková e Kateřina Siniaková. Vengono sconfitte poi nei quarti di finale dell'AEGON International, di Wimbledon e della Rogers Cup. A seguito di questi deludenti risultati le due decidono di separarsi giocando con diversi partner, annunciando di volere comunque difendere il loro titolo alle Finals.
Il 6 settembre Caroline Garcia e Kristina Mladenovic diventano la seconda coppia qualificata.

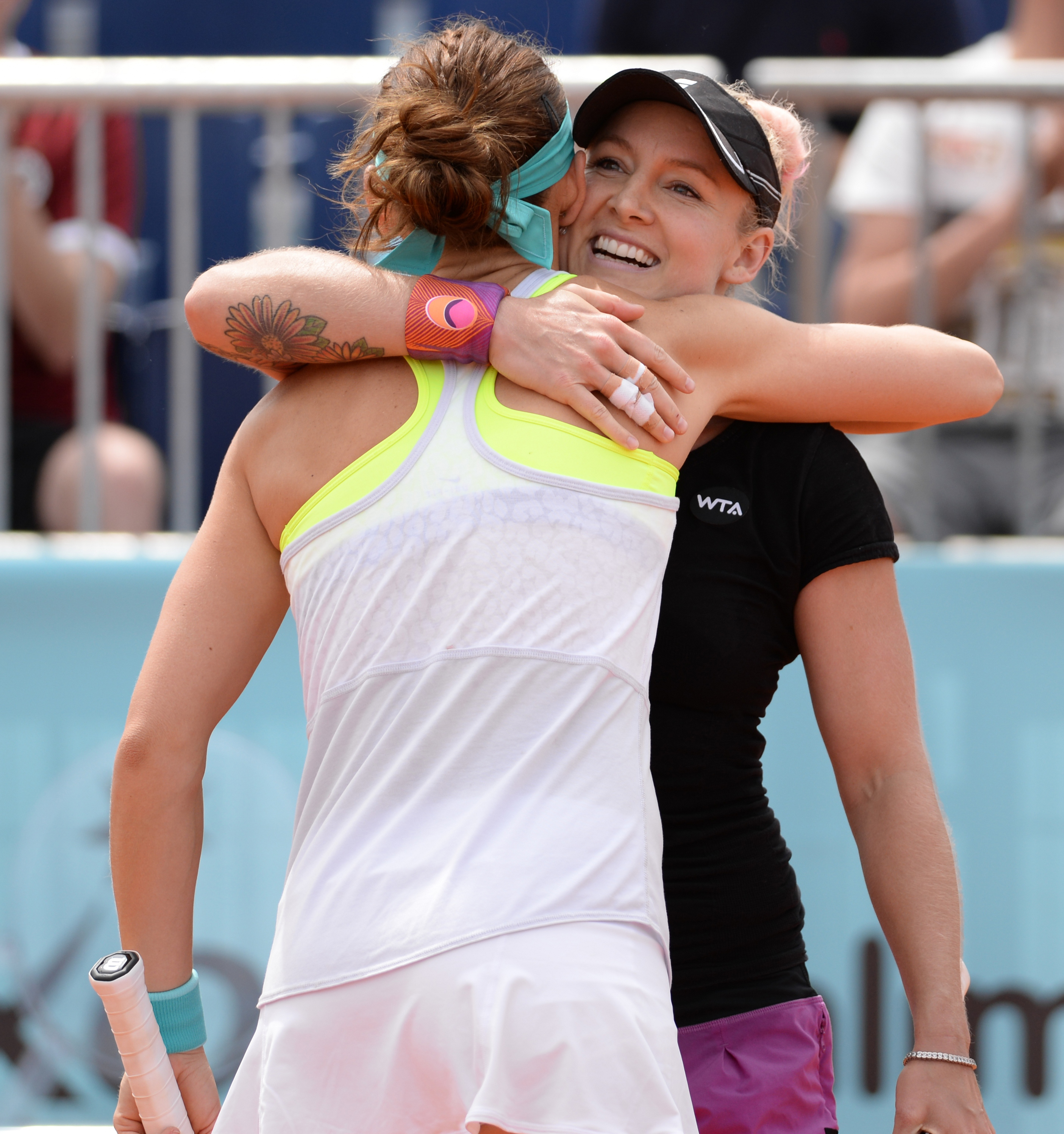
Mattek-Sands e Šafářová si qualificano grazie agli ottimi risultati dell'ultima parte di stagione

Caroline Garcia e Kristina Mladenovic iniziano la loro collaborazione a Sydney, dove raggiungono la finale sconfitte da Mirza e Hingis. Agli Australian Open raggiungono il terzo turno sconfitte da Julia Görges e Karolína Plíšková. Nei quarti di finale di Fed Cup, dopo avere conquistato i tre punti in singolare (due Garcia e uno Mladenovic), battono Martina Caregaro e Sara Errani siglando il definitivo 4-1. Raggiungono la finale al Dubai Tennis Championships, dove vengono sconfitte da Chuang Chia-jung e Darija Jurak. Vengono sconfitte all'esordio a Doha e a Miami, in entrambe le occasioni da Kateryna Bondarenko e Olga Savchuk. La settimana successiva vincono il titolo a Charleston superando in finale Bethanie Mattek-Sands e Lucie Šafářová. Nelle semifinali di Fed Cup conquistano il punto decisivo superando Kiki Bertens e Richèl Hogenkamp. Continuano la loro striscia positiva conquistando anche i tornei di Stoccarda e Madrid prima di essere sconfitte nei quarti di finale degli Internazionali BNL d'Italia a opera di Andrea Hlaváčková e Lucie Hradecká. Concludono la stagione sulla terra rossa con il successo in finale al Roland Garros su Makarova e Vesnina. Il torneo successivo a cui partecipano è Wimbledon, sconfitte nei quarti di finale da Görges e Plíšková. A Montreal si fermano ancora una volta nei quarti di finale, battute da Simona Halep e Monica Niculescu. Alle Olimpiadi escono di scena al primo turno per mano delle giapponesi Misaki Doi e Eri Hozumi. Vengono sconfitte ancora una volta all'esordio anche a Cincinnati per mano di King e Niculescu. Raggiungono la seconda finale slam della stagione allo US Open, ma vengono sconfitte da Bethanie Mattek-Sands e Lucie Šafářová. A Wuhan vengono sconfitte al secondo turno da Christina McHale e Peng Shuai. L'ultimo torneo prima delle finals è quello di Pechino, dove raggiungono la finale ma vengono ancora una volta sconfitte da Mattek-Sands e Šafářová.
Il 13 settembre si qualificano Ekaterina Makarova e Elena Vesnina.

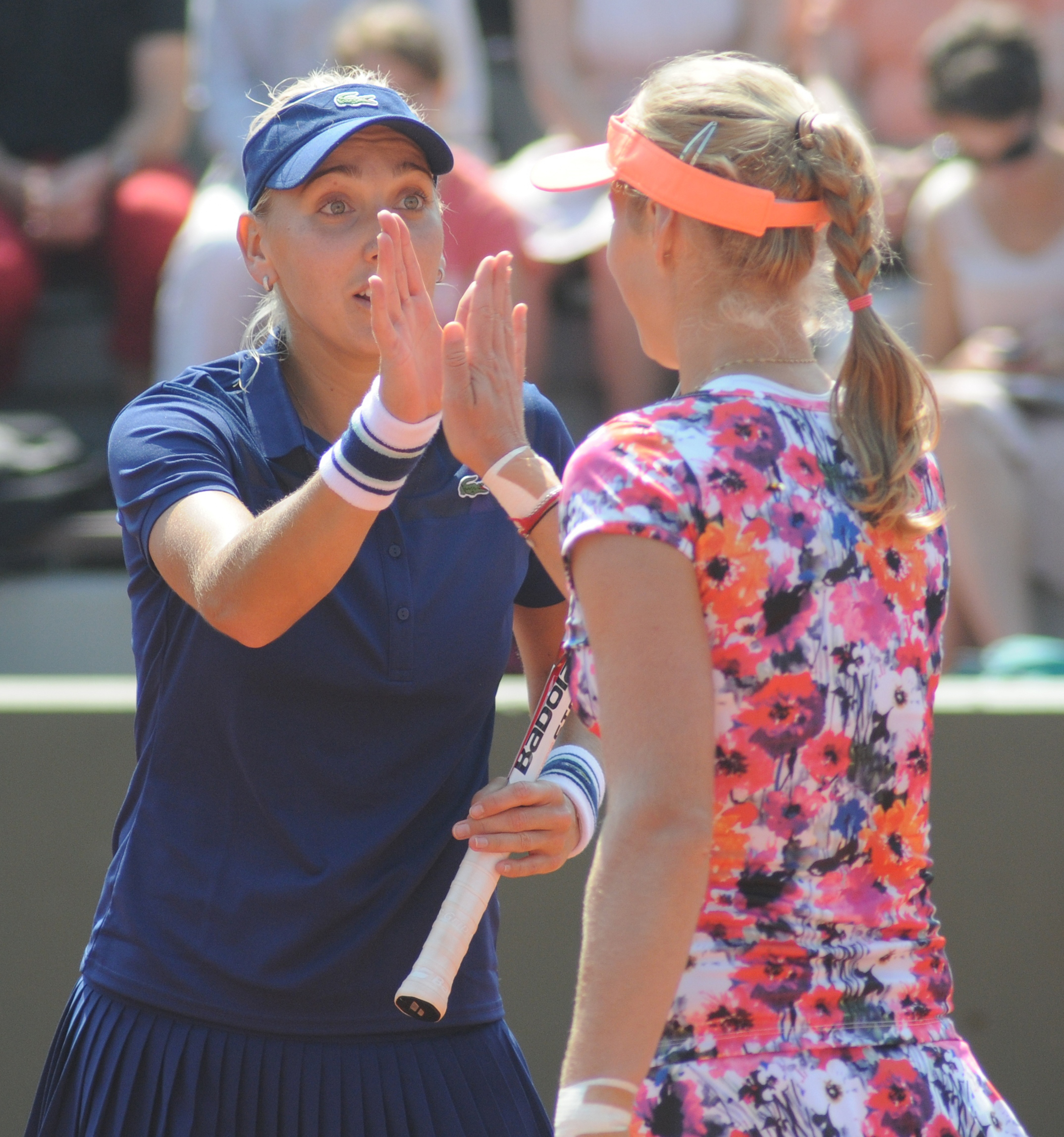
Vesnina e Makarova conquistano la medaglia d'oro ai Giochi Olimpici e raggiungono una finale Slam

Elena Vesnina e Ekaterina Makarova l'anno precedente erano state costrette al ritiro a causa dell'infortunio della Makarova. Partecipano ai tornei con diverse compagne fino al torneo di Madrid, dove raggiungono la semifinale, fermate da Garcia e Mladenovic. Agli Internazionali BNL d'Italia raggiungono la finale, ma vengono battute da Martina Hingis e Sania Mirza. Riescono a raggiungere la finale anche all'Open di Francia fermate sempre dalle padrone di casa. Si ritirano nei quarti di finale di Eastbourne. A Wimbledon vengono superate nei quarti di finale da Serena e Venus Williams. Conquistano il primo titolo della stagione alla Rogers Cup superando Simona Halep e Monica Niculescu nell'atto conclusivo. Conquistano la medaglia d'oro alle Olimpiadi di Rio battendo in finale la coppia svizzera formata da Timea Bacsinszky e Martina Hingis. Agli US Open giungono fino alla semifinale dove vengono sconfitte da Bethanie Mattek-Sands e Lucie Šafářová. Per la prima volta dalla loro riunione vengono sconfitte prima dei quarti di finale: a Pechino infatti non vanno oltre il secondo turno, fermate da Christina McHale e Peng Shuai. Nel torneo di casa a Mosca vengono sconfitte al primo turno da Daria Gavrilova e Daria Kasatkina.
Il 1º ottobre la quarta coppia a qualificarsi è quella composta da Bethanie Mattek-Sands e Lucie Šafářová.
Bethanie Mattek-Sands e Lucie Šafářová partecipano al primo torneo insieme a Miami, dove conquistano in titolo battendo in finale Tímea Babos e Yaroslava Shvedova. La settimana successiva a Charleston giungono in finale dove vengono sconfitte da Caroline Garcia e Kristina Mladenovic. Si ritirano dal torneo di Madrid. Agli Internazionali subiscono una sconfitta al secondo turno ad opera delle slovene Andreja Klepač e Katarina Srebotnik. Al Roland Garros e a Wimbledon perdono al loro primo incontro da Kiki Bertens e Johanna Larsson e da Daria Gavrilova e Dar'ja Kasatkina. Partecipano ai tornei con diverse compagne fino agli US Open, dove conquistano il titolo su Garcia e Mladenovic. Conquistano il titolo anche nei due tornei successivi, a Wuhan su Sania Mirza e Barbora Strýcová e a Pechino su Garcia e Mladenovic.
Il 5 ottobre si completa il quadro con la qualificazione di Tímea Babos e Yaroslava Shvedova, Chan Hao-ching e Chan Yung-jan, Andrea Hlaváčková e Lucie Hradecká e di Julia Görges e Karolína Plíšková.
Tímea Babos e Yaroslava Shvedova partecipano al primo torneo insieme al BNP Paribas Open e raggiungono la finale, fermate dalle future vincitrici Bethanie Mattek-Sands e Coco Vandeweghe. La settimana successiva raggiungono la finale a Miami, battute da Mattek-Sands e Lucie Šafářová. A Madrid e a Roma vengono sconfitte nei quarti di finale rispettivamente da Caroline Garcia e Kristina Mladenovic e da Irina-Camelia Begu e Monica Niculescu. Vengono sconfitte al terzo turno dell'Open di Francia da Margarita Gasparyan e Svetlana Kuznetsova. Si spingono fino alla semifinale dell'AEGON International, fermate da Chan Hao-ching e Chan Yung-jan. A Wimbledon raggiungono la finale, ma vengono sconfitte dalle sorelle Williams. Raggiungono poi i quarti di finale a Cincinnati, battute dalle future vincitrici Sania Mirza e Barbora Strýcová, e la semifinale a New Haven, sconfitte da Kateryna Bondarenko e Chuang Chia-jung. Agli US Open vengono fermate da Asia Muhammad e Taylor Townsend al terzo turno. A Wuhan non vanno oltre i quarti di finale, sconfitte ancora una volta da Mirza e Strýcová. Al China Open Timea Bacsinszky e Jeļena Ostapenko le sorprendono al secondo turno.
Chan Hao-ching e Chan Yung-jan iniziano la stagione a Brisbane, battute al primo turno da Raquel Atawo e Alizé Cornet. Al successivo torneo di Sydney vengono fermate in semifinale da Caroline Garcia e Kristina Mladenovic. Agli Australian Open Andrea Hlaváčková e Lucie Hradecká le fermano nei quarti di finale. Aiutano poi il Taipei nello spareggio promozione contro il Giappone conquistando il punto decisivo contro Shūko Aoyama e Eri Hozumi. La settimana successiva conquistano il torneo di casa battendo in finale le giapponesi Hozumi / Katō. Vincono il torneo di Doha superando in due set in finale Sara Errani e Carla Suárez Navarro. A Indian Wells vengono sconfitte dalle future campionesse Bethanie Mattek-Sands e Coco Vandeweghe, mentre a Miami escono di scena all'esordio superate da Ekaterina Makarova e Barbora Strýcová. Tornano in campo a Madrid, bloccate ai quarti di finale da Vania King e Alla Kudrjavceva. Al Roland Garros vengono eliminare nei quarti dalle russe Ekaterina Makarova e Elena Vesnina. A Nottingham ancora una volta non vanno oltre i quarti di finale sconfitte da Andrea Hlaváčková e Peng Shuai. La settimana successiva raggiungono la semifinale all'AEGON Classic battute ancora una volta da King e Kudrjavceva. Raggiungono poi la finale ad Eastbourne, dove vengono sconfitte da Darija Jurak e Anastasija Rodionova. A Wimbledon subiscono a sorpresa l'eliminazione al secondo turno ad opera di Jelena Janković e Aleksandra Krunić. Si ritirano al secondo turno della Rogers Cup. Mentre alle Olimpiadi si spingono fino ai quarti di finale ma vengono sconfitte dalle svizzere Timea Bacsinszky e Martina Hingis. La settimana seguente raggiungono la semifinale del Western & Southern Open bloccate da Sania Mirza e Barbora Strýcová. Subiscono nuovamente un'uscita prematura in uno slam agli US Open, infatti vengono eliminate al secondo da Alla Kudryavtseva e Sabine Lisicki. Anche a Tokyo vengono eliminate al primo turno, questa volta da Liang Chen e Yang Zhaoxuan. Al Dongfeng Motor Wuhan Open si spingono fino alla semifinale sorprese ancora una volta da Mirza e Strýcová. Raggiungono la semifinale anche a Pechino fermate da Caroline Garcia e Kristina Mladenovic. Vincono un altro titolo a Hong Kong battendo Naomi Broady e Heather Watson.

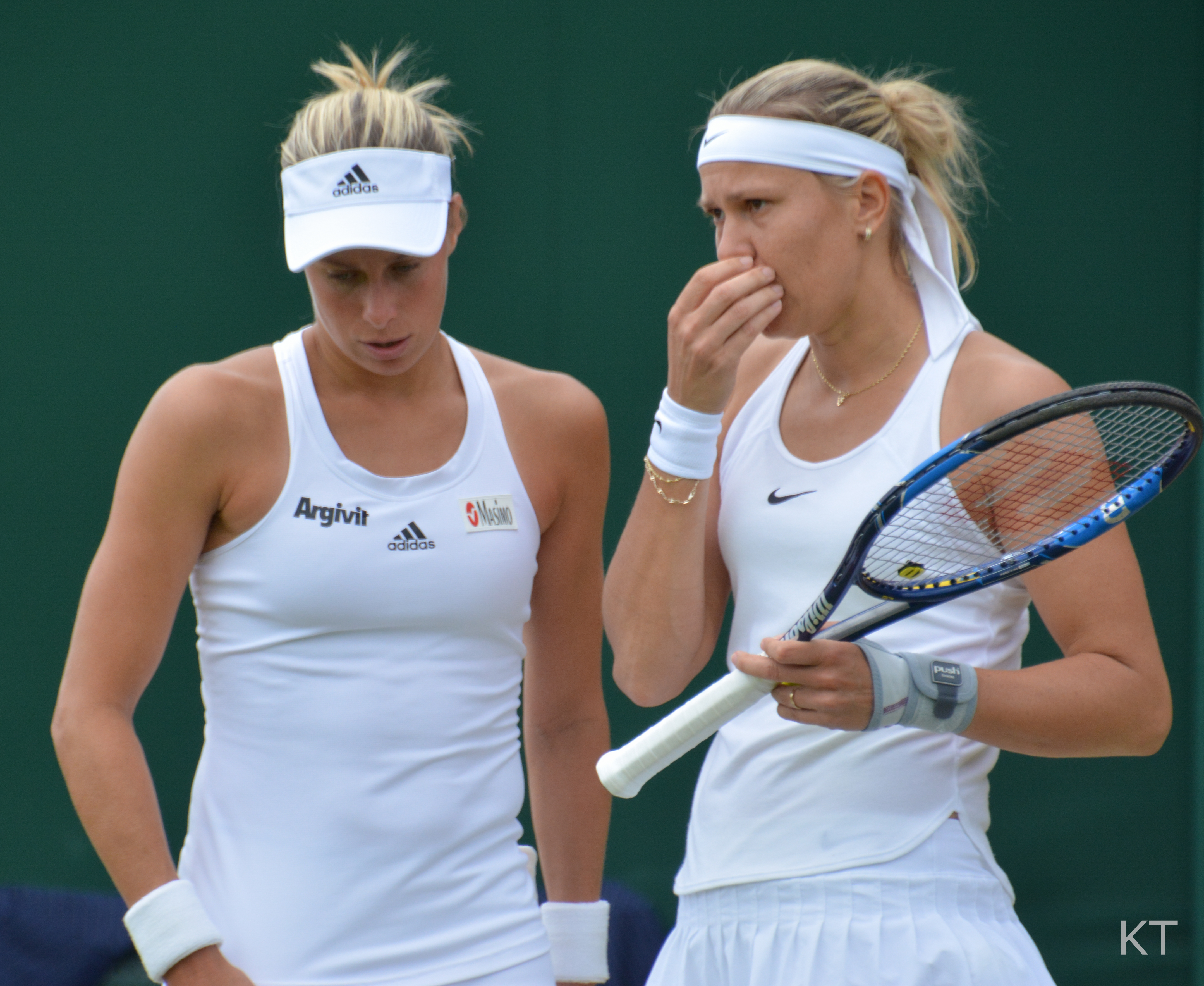
Hlavackova e Hradecka conquistano due titoli e raggiungono una finale slam

Andrea Hlavackova e Lucie Hradecka iniziano la loro stagione con un'eliminazione al primo turno dell'ASB Classic. Agli Australian Open raggiungono la finale, ma vengono sconfitte da Martina Hingis e Sania Mirza. Al St. Petersburg Ladies Trophy vengono fermate in semifinale da Vera Duševina e Barbora Krejčíková. Vengono sorprese all'esordio del torneo di Dubai da Andreja Klepač e Katarina Srebotnik e del torneo di Doha da Sara Errani e Carla Suárez Navarro. Al BNP Paribas Open ancora una volta Errani, questa volta in coppia con Oksana Kalašnikova, le elimina ai quarti di finale. A Miami non vanno oltre i quarti, battute da Bethanie Mattek-Sands e Lucie Šafářová. La settimana successiva falliscono all'esordio del Volvo Car Open per mano di Anabel Medina Garrigues e Arantxa Parra Santonja. A Madrid si fermano per mano di Hingis e Mirza ai quarti di finale, mentre agli Internazionali raggiungono le semifinali fermate solo da Ekaterina Makarova e Elena Vesnina. Barbora Krejčíková e Kateřina Siniaková le eliminano ai quarti di finale del Roland Garros. Partecipano ai tornei preparati per Wimbledon con compagne diverse e all'All England Club si fermano al terzo turno per mano di Serena e Venus Williams. Si classificano al quarto posto alle olimpiadi, dopo essere state sconfitte in semifinale da Timea Bacsinszky e Martina Hingis. Durante quella partita Hlavackova viene colpita al volto da Hingis. Prendono poi parte agli US Open fermate al terzo turno ancora una volta da Krejčíková e Siniaková. Conquistano poi il titolo al Coupe Banque Nationale battendo in finale Alla Kudrjavceva e Aleksandra Panova. Vengono poi eliminate al secondo turno di Wuhan da Kateryna Bondarenko e Chuang Chia-jung e all'esordio del China Open da Lara Arruabarrena e Oksana Kalašnikova. La settimana prima delle Finals conquistano il titolo a Mosca battendo Daria Gavrilova e Daria Kasatkina in finale.
Julia Görges e Karolína Plíšková iniziano la loro collaborazione agli Australian Open dove raggiungono la semifinale, battute da Martina Hingis e Sania Mirza. Prendono poi parte insieme al BNP Paribas Open arrendendosi solo in finale a Bethanie Mattek-Sands e Coco Vandeweghe. Vengono poi eliminate all'esordio nel torneo di Miami e dell'Mutua Madrid Open da Vania King Alla Kudrjavceva. A Roma vengono sconfitte al secondo turno da Raquel Atawo e Abigail Spears. Al Roland Garros vengono eliminate al terzo turno da Ekaterina Makarova e Elena Vesnina. Si spingono poi fino alla semifinale del Torneo di Wimbledon, battute dalle sorelle Williams. Raggiungono la semifinale anche a Cincinnati, dove vengono sconfitte dalla neo coppia formata da Martina Hingis e Coco Vandeweghe. Agli US Open si fermano al terzo turno per mano delle future vincitrici Bethanie Mattek-Sands e Lucie Šafářová. A Wuhan, Kops-Jones e Spears le sorprendono al secondo turno. Ai China Open eliminano Hingis e Vandeweghe al secondo turno prima di cedere nei quarti di finale a Gabriela Dabrowski e María José Martínez Sánchez.

## Gruppi
Nel gruppo rosso sono state inserite Angelique Kerber, Simona Halep, Madison Keys e Dominika Cibulková. Nel gruppo bianco si affrontano invece Agnieszka Radwańska, Karolína Plíšková, Garbiñe Muguruza e Svetlana Kuznecova.

## Testa a testa
|   |                     | Kerber | Radwańska | Halep | Plíšková | Muguruza | Keys | Cibulková | Kuznetsova | Totale* |
| 1 | Angelique Kerber    |        | 5-6       | 3-4   | 5–3      | 3-4      | 5–1  | 4-4       | 3–4        | 28-26   |
| 2 | Agnieszka Radwańska | 6-5    |           | 5-5   | 6–0      | 3-4      | 5-1  | 7-6       | 4-12       | 36-33   |
| 3 | Simona Halep        | 4-3    | 5-5       |       | 4-1      | 1-2      | 4-1  | 2-3       | 4–3        | 24-18   |
| 4 | Karolína Plíšková   | 3–5    | 0–6       | 1-4   |          | 3-1      | 0-0  | 0-3       | 1-0        | 8-19    |
| 5 | Garbiñe Muguruza    | 4-3    | 4-3       | 2-1   | 1-3      |          | 0-2  | 3-0       | 1–1        | 15-13   |
| 6 | Madison Keys        | 1–5    | 1–5       | 1–4   | 0–0      | 2–0      |      | 3–0       | 3–0        | 11–14   |
| 7 | Dominika Cibulková  | 4-4    | 3-7       | 3–2   | 3–0      | 0–3      | 0–3  |           | 5–3        | 21–22   |
| 8 | Svetlana Kuznetsova | 4–3    | 12–4      | 3–4   | 0–1      | 1–1      | 0–3  | 3–5       |            | 23–21   |

* aggiornato al 22 ottobre 2016.

## Calendario

### Giorno 1 (23 ottobre)
| Incontri              | Incontri     | Incontri             | Incontri               | Incontri         | Incontri |
| Evento                | Gruppo       | Vincitrice           | Perdente               | Punteggio        |          |
| --------------------- | ------------ | -------------------- | ---------------------- | ---------------- | -------- |
| Singolare Round Robin | Gruppo rosso | Simona Halep [3]     | Madison Keys [6]       | 6–2, 6–4         |          |
| Singolare Round Robin | Gruppo rosso | Angelique Kerber [1] | Dominika Cibulková [7] | 6(5)–7, 6-2, 3-6 |          |

### Giorno 2 (24 ottobre)
| Incontri              | Incontri      | Incontri                | Incontri                | Incontri         | Incontri |
| Evento                | Gruppo        | Vincitrice              | Perdente                | Punteggio        |          |
| --------------------- | ------------- | ----------------------- | ----------------------- | ---------------- | -------- |
| Singolare Round Robin | Gruppo bianco | Svetlana Kuznetsova [8] | Agnieszka Radwańska [2] | 7-5, 1-6, 7-5    |          |
| Singolare Round Robin | Gruppo bianco | Karolína Plíšková [4]   | Garbiñe Muguruza [7]    | 6-2, 6(4)–7, 7-5 |          |

### Giorno 3 (25 ottobre)
| Incontri              | Incontri     | Incontri             | Incontri               | Incontri  | Incontri |
| Evento                | Gruppo       | Vincitrice           | Perdente               | Punteggio |          |
| --------------------- | ------------ | -------------------- | ---------------------- | --------- | -------- |
| Singolare Round Robin | Gruppo rosso | Angelique Kerber [1] | Simona Halep [3]       | 6–4, 6–2  |          |
| Singolare Round Robin | Gruppo rosso | Madison Keys [6]     | Dominika Cibulková [7] | 6-1, 6-4  |          |

### Giorno 4 (26 ottobre)
| Incontri              | Incontri      | Incontri                | Incontri              | Incontri         | Incontri |
| Evento                | Gruppo        | Vincitrice              | Perdente              | Punteggio        |          |
| --------------------- | ------------- | ----------------------- | --------------------- | ---------------- | -------- |
| Singolare Round Robin | Gruppo bianco | Svetlana Kuznetsova [8] | Karolína Plíšková [4] | 3-6, 6-2, 7–6(6) |          |
| Singolare Round Robin | Gruppo bianco | Agnieszka Radwańska [2] | Garbiñe Muguruza [5]  | 7-6(1), 6-3      |          |

### Giorno 5 (27 ottobre)
| Incontri                | Incontri                | Incontri                                     | Incontri                               | Incontri            | Incontri |
| Evento                  | Gruppo                  | Vincitrice                                   | Perdente                               | Punteggio           |          |
| ----------------------- | ----------------------- | -------------------------------------------- | -------------------------------------- | ------------------- | -------- |
| Doppio quarti di finale | Doppio quarti di finale | Caroline Garcia [1] Kristina Mladenovic [1]  | Julia Görges [8] Karolína Plíšková [8] | 6-4, 6-2            |          |
| Singolare Round Robin   | Gruppo rosso            | Dominika Cibulková [7]                       | Simona Halep [3]                       | 6-3, 7–6(5)         |          |
| Singolare Round Robin   | Gruppo rosso            | Angelique Kerber [1]                         | Madison Keys [6]                       | 6-3, 6-3            |          |
| Doppio quarti di finale | Doppio quarti di finale | Bethanie Mattek-Sands [3] Lucie Šafářová [3] | Tímea Babos [7] Yaroslava Shvedova [7] | 5-7, 7–6(6), [10-2] |          |

### Giorno 6 (28 ottobre)
| Incontri                | Incontri                | Incontri                                 | Incontri                                 | Incontri      | Incontri |
| Evento                  | Gruppo                  | Vincitrice                               | Perdente                                 | Punteggio     |          |
| ----------------------- | ----------------------- | ---------------------------------------- | ---------------------------------------- | ------------- | -------- |
| Doppio quarti di finale | Doppio quarti di finale | Martina Hingis [2] Sania Mirza [2]       | Chan Hao-ching [6] Chan Yung-jan [6]     | 7–6(10), 7-5  |          |
| Singolare Round Robin   | Gruppo bianco           | Garbiñe Muguruza [5]                     | Svetlana Kuznetsova [8]                  | 3-6, 6-0, 6-1 |          |
| Singolare Round Robin   | Gruppo bianco           | Agnieszka Radwańska [2]                  | Karolína Plíšková [4]                    | 7-5, 6-3      |          |
| Doppio quarti di finale | Doppio quarti di finale | Ekaterina Makarova [4] Elena Vesnina [4] | Andrea Hlaváčková [5] Lucie Hradecká [5] | 6-2, 7-5      |          |

### Giorno 7 (29 ottobre)
| Doppio semifinale    | Bethanie Mattek-Sands [3] Lucie Šafářová [3] | Caroline Garcia [1] Kristina Mladenovic [1] | 6-3, 7-5         |
| Singolare Semifinale | Dominika Cibulková [7]                       | Svetlana Kuznetsova [8]                     | 1-6, 7–6(2), 6-4 |
| Singolare Semifinale | Angelique Kerber [1]                         | Agnieszka Radwańska [2]                     | 6-2, 6-1         |
| Doppio semifinale    | Ekaterina Makarova [4] Elena Vesnina [4]     | Martina Hingis [2] Sania Mirza [2]          | 3-6, 6-2, [10-6] |

### Giorno 8 (30 ottobre)
| Doppio finale    | Ekaterina Makarova [4] Elena Vesnina [4] | Bethanie Mattek-Sands [3] Lucie Šafářová [3] | 7–6(5), 6-3 |
| Singolare finale | Dominika Cibulková [7]                   | Angelique Kerber [1]                         | 6-3, 6-4    |

## Campionesse

### Singolare
Dominika Cibulková ha sconfitto in finale  Angelique Kerber con il punteggio di 6-3, 6-4.
- È l'ottavo titolo in carriera per Cibulková, quarto della stagione, fin qui il più importante della sua carriera.

### Doppio
Ekaterina Makarova /  Elena Vesnina hanno sconfitto in finale  Bethanie Mattek-Sands /  Lucie Šafářová con il punteggio di 7–6(5), 6-3.